# ᵷ
Cette page contient des caractères spéciaux ou non latins. S’ils s’affichent mal (▯, ?, etc.), consultez la page d’aide Unicode.
Ne doit pas être confondu avec 𝼁, 𝼂, ⅁ ou ꓨ.
ᵷ, appelé g culbuté, est une lettre additionnelle utilisée dans la translittération du gan culbuté géorgien ‹ ჹ › utilisé dans l’écriture du tabassaran, ainsi que dans la transcription de Franz Boas du kwak’wala. Elle est formée d’un G minuscule ‹ g › culbuté.

## Utilisation

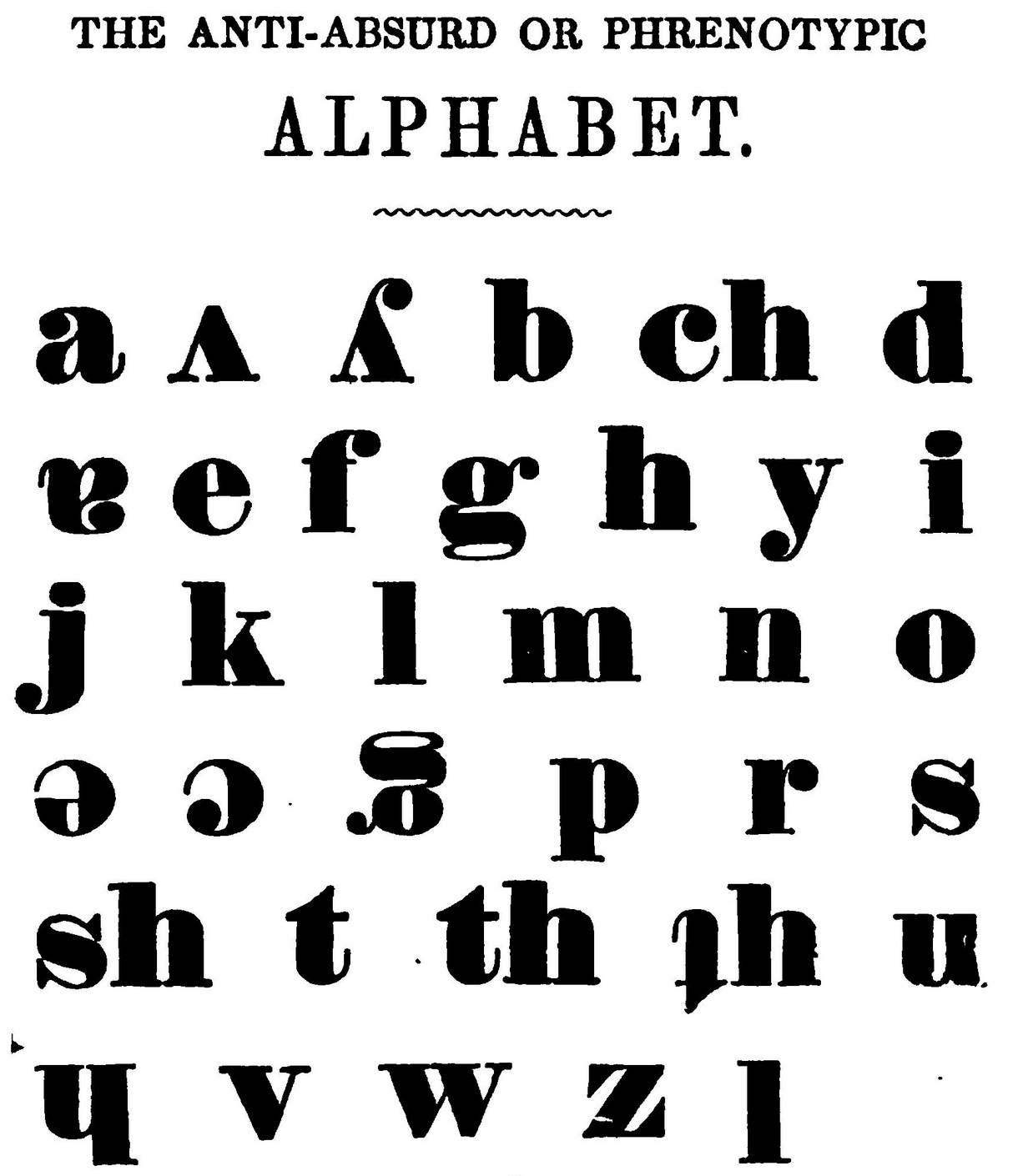
ᵷ dans l’alphabet de Beniowski.

Le g culbuté ‹ ᵷ › est utilisé dans l’alphabet phonétique anglais de Bartłomiej Beniowski publié en 1844, pour représenter une diphtongue comme dans sound [saʊnd] écrit ‹ sᵷnd ›.
John Wesley Powell publie en 1880 les bases d’un alphabet pour la transcription des langues amérindiennes dans les publications de la Smithsonian Institution. Il propose plusieurs lettres culbutées, dont le g culbuté, comme lettre additionnelles si des caractères supplémentaires sont nécessaires.
Le g culbuté ‹ ᵷ › ainsi que sa majuscule sont utilisés comme symboles phonétiques dans la transcription phonétique de Ivar Adolf Lyttkens (sv) et Fredrik Amadeus Wulff (sv), notamment dans Metodiska ljudöfningar publié en 1892 ou le dictionnaire Svensk ordlista publié en 1921.

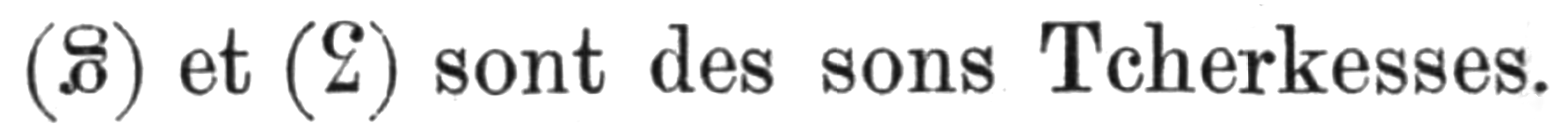
ᵷ dans Exposé des principes de l'Association phonétique internationale, 1900.

Le g culbuté ‹ ᵷ › figure comme symbole phonétique dans l’Exposé des principes de l’Association phonétique internationale, publié en 1900, utilisé pour la transcription d’une consonne fricative linguale sourde utilisée en tcherkesse.

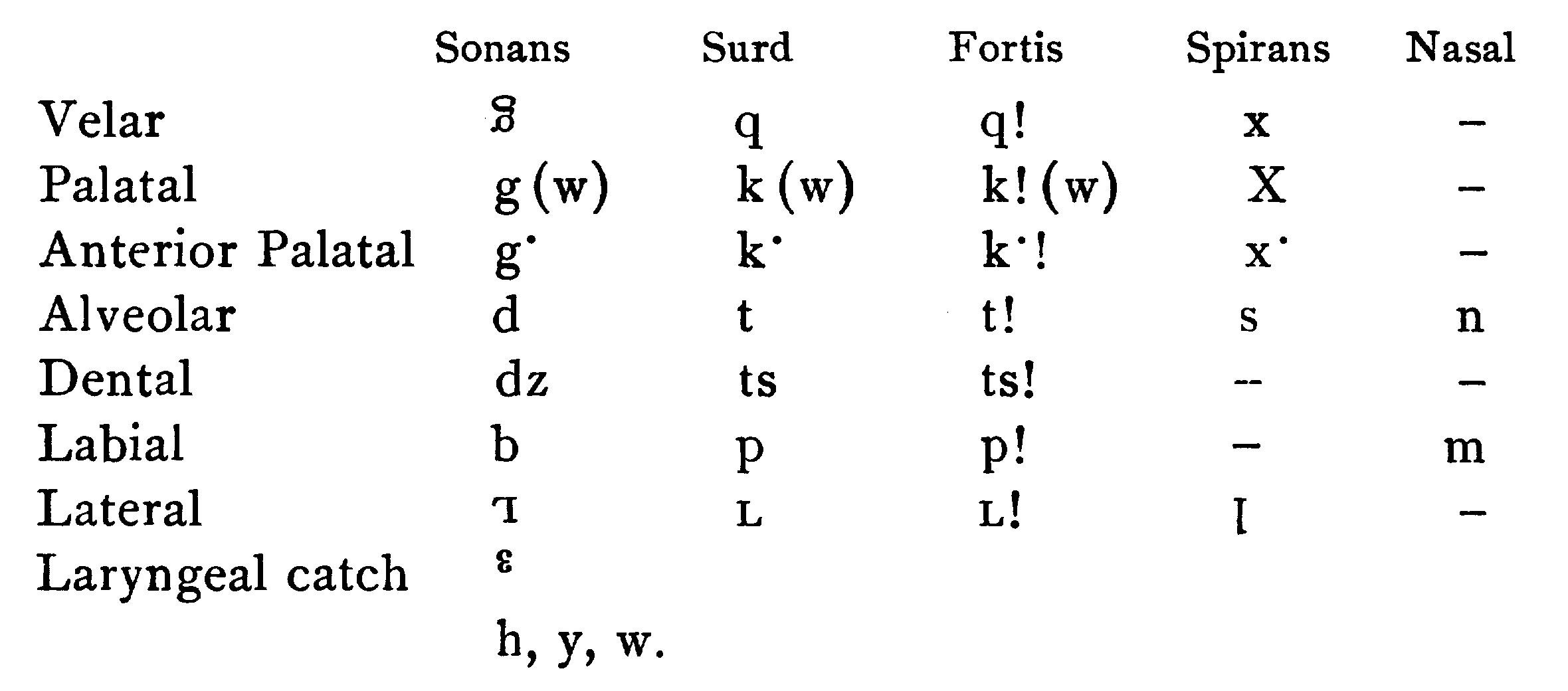
Tableau des consonnes kwak’wala dans Boas 1900.

Franz Boas utilise le g culbuté ‹ ᵷ › pour représenté une consonne fricative vélaire voisée [ɣ] dans une description du kwak’wala (kwakiutl) publiée en 1900 dans le journal American Anthropologist.

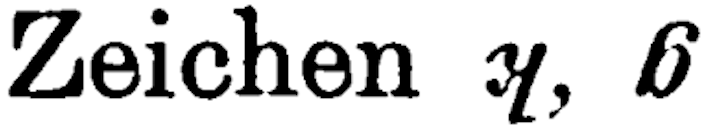
ᵷ dans Kowalski (1929).
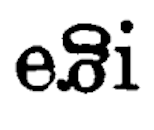
ᵷ dans Kowalski (1929).

Tadeusz Jan Kowalski (en) utilise les symboles k culbuté ‹ ʞ › et g culbuté ‹ ᵷ › (avec le forme d’un g cursif italique) dans des textes karaïms en 1929, pour représenter les /t/ et /d/ prononcés [k], [g] devant [i]. Omeljan Pritsak les réutilise de la même façon dans un ouvrage sur le karaïm en 1959.
Alexandre Amarovitch Magometov utilise ‹ ᵷ › pour translittérer le gan culbuté ‹ ჹ › tabassaran dans son livre  Табасаранский язык: Исследование и тексты [La langue tabassarane : analyse et textes] en 1965. Le gan culbuté transcrit une consonne fricative vélaire voisée [ɣ].

## Représentation informatique
Le g culbuté peut être représenté par les caractères Unicode (extensions phonétique) suivants :
| formes    | représentations | chaînes de caractères | points de code | descriptions                      |
| --------- | --------------- | --------------------- | -------------- | --------------------------------- |
| minuscule | ᵷ               | ᵷ                     | U+1D77         | lettre minuscule latine g culbuté |

Le caractère du symbole majuscule G culbuté sans empattement ⅁ U+2141 a parfois la forme d’une majuscule G réfléchi sans empattement et n’est pas défini pour être la majuscule du g culbuté.